# Love at First Sting
Love at First Sting, ett heavy metal-album av musikgruppen Scorpions släppt 1984. Albumet innehöll två av gruppens största hits från 1980-talet, den tunga "Rock You Like a Hurricane" och powerballaden "Still Loving You". Den 23 juni 1984 nådde albumet som bäst sjätteplatsen på den amerikanska Billboard-listan.
Skivomslaget visar en man och en kvinna omfamna varandra samtidigt som mannen utför en tatuering på hennes lår. I USA byttes skivomslaget ut till en mer neutral bild på gruppen istället. Detta efter klagomål från butikskedjan Walmart som saluförde skivan.

## Låtar på albumet
(kompositör inom parentes)
1. "Bad Boys Running Wild" (Meine/Rarebell/Schenker) 3:54
2. "Rock You Like a Hurricane" (Meine/Rarebell/Schenker) 4:11
3. "I'm Leaving You" (Meine/Schenker) 4:16
4. "Coming Home" (Meine/Schenker) 4:58
5. "The Same Thrill" (Meine/Schenker) 3:30
6. "Big City Nights" (Meine/Schenker) 4:08
7. "As Soon as the Good Times Roll" (Meine/Schenker) 5:01
8. "Crossfire" (Meine/Schenker) 4:31
9. "Still Loving You" (Meine/Schenker) 6:26

## Listplaceringar
| Lista (1984)   | Topplacering         |
| -------------- | -------------------- |
| Finland        | 4                    |
| Frankrike      | 4                    |
| Japan          | 25 (Oricon)          |
| Kanada         | 15 (RPM)             |
| Nya Zeeland    | 48                   |
| Schweiz        | 9                    |
| Storbritannien | 17 (UK Albums Chart) |
| Sverige        | 17                   |
| USA            | 6 (Billboard 200)    |
| Västtyskland   | 6                    |
| Österrike      | 19                   |